# 贝特马勒
贝特马勒（法語：Bethmale，法語發音：[bɛtmal]）是法国阿列日省的一个市镇，属于聖日龍區。

## 地理
贝特马勒（42°53'20"N, 1°3'26"E）面积31.61 平方千米，位于法国奧克西塔尼大區阿列日省，该省份为法国西南部内陆省份，西部和北部与上加龙省接壤，东临奥德省，东南至东比利牛斯省接壤，南与安道尔和西班牙接壤。
与贝特马勒接壤的市镇（或旧市镇、城区）包括：阿洛、贝特马勒地区阿里安、穆利、塞克斯、桑特纳克杜斯特。

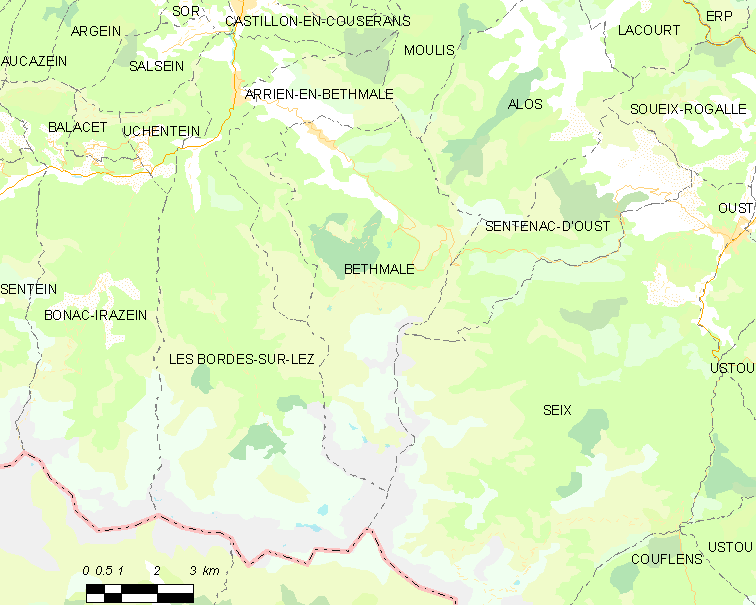
贝特马勒的OSM定位图

贝特马勒的时区为UTC+01:00、UTC+02:00（夏令时）。

## 行政
贝特马勒的邮政编码为09800，INSEE市镇编码为09055。

## 政治
贝特马勒所属的省级选区为库斯朗西县。

## 人口

1962-2008年间贝特马勒人口变化图示

贝特马勒于2022年1月1日时的人口数量为100人。